# Trita Parsi
Trita Parsi (Ahvaz, 21 luglio 1974) è un politologo iraniano naturalizzato svedese.

## Biografia
Nato in Iran, Parsi si trasferì con la famiglia in Svezia all'età di quattro anni. Ha conseguito un master in Relazioni Internazionali presso l'Università di Uppsala e un secondo master in Economia presso la Scuola di economia di Stoccolma. Negli Stati Uniti ha studiato politica estera presso l'Università Johns Hopkins, dove ha conseguito il dottorato in Relazioni Internazionali.
All'inizio della sua carriera Parsi ha lavorato per la missione permanente svedese presso le Nazioni Unite a New York, prestando servizio nel Consiglio di sicurezza e nell'Assemblea generale.
Ha ricoperto il ruolo di professore aggiunto di Relazioni Internazionali alla Università Johns Hopkins, professore aggiunto presso la Middle East Institute e collaboratore del Woodrow Wilson International Center for Scholars a Washington DC.
Nel 2002, Parsi ha fondato la National Iranian American Council (NIAC), associazione dedicata al dialogo e all'amicizia tra l'Occidente e il popolo iraniano.